# سحر الترتيب
سحر الترتيب كتاب يتحدث عن الفن الياباني في التنظيم وإزالة الفوضى، كاتبة هذا الكتاب هي اليابانية ماري كوندو. ترجم هذا الكتاب إلى 12 لغة و طبع منه أكثر من 4 ملايين نسخة.

## مقدمة الكتاب
تقول الكاتبة في المقدمة: «حول منزلك إلى مساحة مرتبة و خالية من الفوضى دوما باعتماد طريقة كونماري المذهلة. فالخبيرة اليابانية في إزالة الفوضى والاختصاصية في الترتيب، ماري كوندو، ستساعدك على ترتيب غرفك بصورة دائمة بفضل طرائقها الملهمة والمفصلة خطوة خطوة.
سر الترتيب الناجح يكمن في اهتمامك بمنزلك بالتسلسل الصحيح وفي الاحتفاظ بالأشياء التي تحبها فعلا فقط وفعل ذلك دفعة واحدة وبسرعة. بعد ذلك عليك خلال بقية حياتك أن تختار فقط ما يجب الاحتفاظ به وما يجب رميه.»

## الملخص
في البداية روت المؤلفة ولعها بالترتيب منذ الصغر، وتحدثت عن قيامها بذلك دونما تعلّم أو تجربة، ثم تحدثت عن إقبالها المستمر على مشاهدة المجلات التي تتناول الصور الرائعة للبيوت الجميلة المنظمة، والتي كانت تبهرها وتتمنى أن يكون بيتها وفقاً لهذا المشهد الجميل.
ثم انتقلت المؤلفة بعد ذلك إلى حكاية اكتشافها لشغفها في مجال الترتيب، وكيف أنها أقبلت عليه بشكل كبير، وكيف أنها باتت تمضي الكثير من وقتها في إعانة الناس على التخلص من الفوضى، وترتيب منازلهم ومكاتبهم، وكيف أنها وجدت نفسها هناك، فعملت بتركيز شديد، وقرأت كل ماكتب عن الترتيب وكيف أن قراءاتها لم تكن مشجعة بل محبطة لأنها وجدت أن مبادئ الترتيب التي نص عليها بعض المؤلفين ومقدمي الدورات التدريبية ليست عملية في أرض الواقع، كما أن الفوضى تعود سريعاً إلى المكان، هذا إذا أفلح المرء في اكمال التنظيم أصلا.
وأشارت إلى أنها باتت تصرف 80% من اهتمامها وجهدها لهذا المجال المتخصص فأبدعت فيها وحققت قيمة مضافة، ولهذا فجدولها مملوء بالمواعيد مع الزبائن على اختلاف أنواعهم وأعمالهم، ولديها لائحة انتظار طويلة تبلغ الثلاثة أشهر، وتتلقى الاتصالات اليومية بهذا الخصوص.

## عناوين الكتاب
- الفصل الأول : لماذا لا أستطيع إبقاء منزلي مرتباً؟
- الفصل الثاني: الرمي أولاً.
- الفصل الثالث: كيفية الترتيب حسب الفئة.
- الفصل الرابع: تخزين الأغراض لحياة ممتعة.
- الفصل الخامس: سحر الترتيب يبدل حياتك جذرياً.[7]

## وصلات خارجية
- صفحة رواية سحر الترتيب الفن الياباني في التنظيم وإزالة الفوضى على موقع جود ريدز